# 斜叶尾叶黄芩
斜叶尾叶黄芩（学名：Scutellaria caudifolia var. obliquifolia）为唇形科黄芩属下的一个变种。

## 扩展阅读
- 維基物種上的相關：斜叶尾叶黄芩